# برد گری
برد الن گری (به انگلیسی: Brad Alan Grey) (زاده ۲۹ دسامبر ۱۹۵۷، درگذشته ۱۴ مه ۲۰۱۷) رئیس و مدیرعامل شرکت بزرگ فیلمسازی، پارامونت پیکچرز بود. وی از سال ۲۰۰۵ عهده‌دار این سمت بود.
وی پیش از این نیز با همکاری برد پیت و جنیفر آنیستون شرکت فیلم‌سازی پلن بی اینترتینمنت را پایه‌گذاری کرده بود.

## پیوند
- برد گری در بانک اطلاعات اینترنتی فیلم‌ها